# Peter Hardcastle
Peter Hardcastle (Rochford, Reino Unido, 14 de julio de 1978) es un deportista australiano que compitió en remo.
Ganó una medalla de bronce en el Campeonato Mundial de Remo de 1999, en la prueba de cuatro scull. Participó en tres Juegos Olímpicos de Verano, entre los años 2000 y 2008, ocupando el cuarto lugar en Sídney 2000, en la prueba de cuatro scull.

## Palmarés internacional
| Campeonato Mundial | Campeonato Mundial      | Campeonato Mundial | Campeonato Mundial |
| Año                | Lugar                   | Medalla            | Prueba             |
| ------------------ | ----------------------- | ------------------ | ------------------ |
| 1999               | St. Catharines (Canadá) | Medalla de bronce  | Cuatro scull       |